# Johannes Schröder (Pfarrer)
Johannes Karl Georg Hermann Schröder (* 7. Dezember 1909 in Kiel; † 28. Juli 1990 ebenda) war ein evangelisch-lutherischer Pfarrer und Widerstandskämpfer im Nationalkomitee Freies Deutschland. Seine Frau Ingeborg sowie seine Kinder wurden als Sippenhäftlinge, womöglich als Faustpfand für Verhandlungen mit den Westalliierten, in verschiedenen Lagern interniert. Johannes Schröder kann neben sehr wenigen anderen schleswig-holsteinischen Pastoren zum Widerstand gegen das NS-Regime gezählt werden.

## Leben

### Elternhaus und Studium
Johannes Schröder wurde als Sohn des Kieler Stadtmissionsinspektors Johannes Schröder und dessen Ehefrau Selma geboren. Nach dem Abitur studierte er ab dem Sommersemester 1928 Evangelische Theologie an der Theologischen Schule in Bethel, danach an den Universitäten Erlangen, Göttingen und Kiel. Er wurde Mitglied des Erlanger, Kieler und Göttinger Wingolf.

### Erste Pfarrstelle und Militärseelsorger
1934 trat Johannes Schröder in Osterhever seine erste Pfarrstelle an. Im selben Jahr heiratete er die Lehrerstochter Ingeborg Siems. Er wurde Mitglied der Bekenntnisgemeinschaft der Ev.-Luth. Landeskirche Schleswig-Holsteins. Von Juli 1935 an wirkte er als Pastor in Albersdorf (Holstein). Im Herbst 1936 meldete sich Schröder freiwillig zum Wehrdienst und diente in Eckernförde, dann in Wilhelmshaven auf Wangerooge, zuletzt als Reserveoffiziersanwärter. Im Jahr 1938 entschied sich Schröder für die Militärseelsorge. Ab Januar 1939 war er Standortpfarrer in Neumünster und wurde am 1. Juli 1939 endgültig von der Wehrmacht übernommen. Im Krieg war er stellvertretender evangelischer Wehrkreispfarrer in Münster. Nach seiner freiwilligen Versetzung an die Front im Jahre 1940 war er als Divisionspfarrer zunächst auf dem Westfeldzug tätig. Nach der Verlegung seiner Division hatte er diese Funktion auch bei den Kampfhandlungen im Osten inne.

### Nationalkomitee Freies Deutschland
Als Divisionspfarrer geriet er mit dem Regiment 371. Infanterie-Division bei der Schlacht von Stalingrad in Gefangenschaft. Dort schloss er sich dem Nationalkomitee Freies Deutschland (NKFD) an. Am 16. Juni 1944 war Johannes Schröder auf der 10. Volltagung des NKFD in Lunjowo Mitgründer des „Arbeitskreises für kirchliche Fragen“. Außer ihm waren rund 30 Theologen beider Konfessionen anwesend, die als Wehrmachtspfarrer sowie als Offiziere, Unteroffiziere und Soldaten in Kriegsgefangenschaft geraten waren. Johannes Schröder wurde auf Vorschlag von Erich Weinert und damit vermutlich auf Weisung der Führung der Exil-KPD zum Leiter des Arbeitskreises bestimmt bzw. einstimmig gewählt. Außerdem gehörten dem Leiterkreis die Protestanten Friedrich-Wilhelm Krummacher und Nikolai Sönnichsen sowie die Katholiken Josef Kayser, Peter Mohr und Aloys Ludwig an.
Während seiner Tätigkeit im Rahmen des NKFD entstanden viele Predigten, die zum offenen Widerstand gegen das NS-Regime aufriefen, ebenso wie Aufrufe zum Aufbau eines neuen, freien Deutschlands. Diese Aufrufe gingen bis hin zur Forderung des Tyrannenmordes.
Johannes Schröder zog zusätzlich den Unmut auf sich, als er in einer Predigt am 28. Juli 1944 die Anführer des Attentats vom 20. Juli 1944 als „ernste, ihrer Verantwortung bewusste Christen“ bezeichnete. Sie hätten das „Signal zur Erhebung“ gegeben. Daraus folgerte Schröder den Appell: „Die nächste Zukunft wird jeden Deutschen, jeden Christen im deutschen Land zu gleicher Entscheidung, zu gleichem Mut, zu gleichem Kampf fordern.“

### Sippenhaft für Familie Schröder
Nach dem Attentat vom 20. Juli 1944 weiteten die Nationalsozialisten die „Sippenhaft“ als Repressionsmaßnahme aus. Im Anschluss an ein Treffen Heinrich Himmlers, Wilhelm Keitels und Adolf Hitlers im Führerhauptquartier Wolfsschanze am 30. Juli 1944 wurden in der Massenverhaftung von Nürnberg 141 Angehörige der Widerstandskämpfer festgenommen, darunter auch die Angehörigen von Johannes Schröder sowie alle weiteren Familien, deren Verwandte das Gründungsmanifest des Nationalkomitees Freies Deutschland vom 13. Juli 1943 in sowjetischer Gefangenschaft unterschrieben hatten, sowie die Familien der Attentäter des 20. Juli. Für den Vollzug der „Sippenhaft“ war seit Anfang August 1944 die Gruppe XI der Sonderkommission unter SS-Sturmbannführer Karl Neuhaus zuständig. Allein in den Monaten Juli und August des Jahres 1944 wurden mehr als 140 Personen als „Sippenhäftlinge“ interniert.
Ingeborg Schröder wurde am 15. August 1944 auf Anordnung des Reichssicherheitshauptamtes in Neumünster verhaftet und am Folgetag nach Kiel gebracht. Ihre Kinder Hans-Dietrich, Harring und Sibylle-Maria kamen in Kinderheime der Nationalsozialistische Volkswohlfahrt (NSV) in Heiligenhafen, später in Bad Segeberg. Am 6. Oktober 1944 teilte die Gestapo Kiel der Gestapo Schwerin mit, dass über Ingeborg Schröder die „Sippenahndung“ verhängt worden war.
Vor dem Reichskriegsgericht wurde derweil gegen Johannes Schröder in seiner Abwesenheit ein Verfahren wegen Hochverrats eröffnet. Bei einer Hausdurchsuchung wurde ein Brief des Bauern August Hering aus Breesen in Mecklenburg gefunden, der Ingeborg Schröder darüber informiert hatte, dass ihr Mann im Sender Nationalkomitee Freies Deutschland spricht. August Hering wurde wegen des Abhörens des Senders Freies Deutschland zum Tode verurteilt. Am 7. Oktober 1944 wurde Ingeborg Schröder aus der Polizeihaft in die Wohnung der Eltern in Kiel entlassen. Im November kehrte sie nach Neumünster zurück, wo sie bis zum 4. März 1945 blieb. Um weiterer Verfolgung zu entgehen, folgte sie unter Druck dem Rat, sich von ihrem Mann scheiden zu lassen. Daraufhin bekam sie ihre Kinder zurück, die sie Ende Dezember 1944 aus dem Heim in Bad Segeberg abholen konnte.
Am 5. Februar 1945 erließ der Chef des Oberkommandos der Wehrmacht Wilhelm Keitel den Befehl: Für Wehrmachtsangehörige, die in der Kriegsgefangenschaft Landesverrat begehen und deswegen rechtskräftig zum Tode verurteilt werden, haftet die Sippe mit Vermögen, Freiheit oder Leben. Den Umfang der Sippenhaftung im Einzelfall bestimmt der Reichsführer SS und Chef der Deutschen Polizei. Vier Wochen danach, am 8. März 1945, gelangte Ingeborg Schröder mit ihren Kindern mit dem Zug nach Weimar, wohin sie eine Schwester der Nationalsozialistischen Volkswohlfahrt begleitete. Danach wurden sie am 9. März von SS-Wachen ins KZ Buchenwald gebracht, wo sich andere „Sippenhäftlinge“ befanden.
Am 6. April 1945 traf Ingeborg Schröder mit ihren Kindern im Transport der „Sippen- und Sonderhäftlinge“ in Markt Schönberg ein, wo sie bis 16. April blieb, danach kam sie ins KZ Dachau, dem eigentlichen Sammelpunkt der beiden Transporte. Dort wurden weitere Sonderhäftlinge aus den Konzentrationslagern Flossenbürg und Mauthausen zusammengezogen. Schließlich waren es 139 Gefangene aus siebzehn Ländern Europas, die als Geiseln der SS in drei Transporten ins „SS-Sonderlager Innsbruck“ verschleppt wurden. Sie sollten im Rückzugsgebiet der „Alpenfestung“ dem Chef der Sicherheitspolizei und des SD, SS-Obergruppenführer und General der Polizei Ernst Kaltenbrunner als Faustpfand für Verhandlungen mit den Westalliierten dienen. Im Lager Reichenau war zeitgleich z. B. auch der ehemalige österreichische Bundeskanzler Kurt Schuschnigg interniert. Von Tirol gelangten die Geiseln, streng bewacht von einem Begleitkommando der SS und des SD, nach Südtirol, wo sie in Niederdorf im Hochpustertal am 30. April 1945 von Soldaten der Wehrmacht unter dem Kommando des Hauptmannes Wichard von Alvensleben aus der Gewalt der SS befreit wurden. Alvensleben übernahm auch den Schutz der Häftlinge und brachte sie ins Hotel Pragser Wildsee. Am 4. Mai 1945 übernahmen amerikanische Soldaten die Häftlinge. In zwei Transporten brachten die Amerikaner sie am 8. und am 10. Mai 1945 nach Capri. Am 29. Juni kehrte Ingeborg Schröder mit ihren Kindern nach Neumünster zurück.
Vom Schicksal seiner Familie erfuhr Johannes Schröder erst nach dem Krieg in der Gefangenschaft durch eine Rundfunkansprache des Münchner Domkapitulars Johannes Neuhäusler im Radio Vatikan.

### Nach 1945
Am 8. Dezember 1945 konnte Schröder nach Deutschland zurückkehren, zunächst nach Berlin. Dort suchte man ihn von kirchlicher Seite dafür zu gewinnen, in der Sowjetischen Besatzungszone tätig zu werden. Seine Kontakte zur sowjetischen Besatzungsmacht ließen ihn als wichtigen Vermittler kirchlicher Interessen erscheinen. Im Februar 1946 ernannte ihn die Kirchenleitung der Evangelischen Kirche der Altpreußischen Union zum Oberkonsistorialrat und betraute ihn mit den Aufgaben eines Referenten des Evangelischen Oberkirchenrats. Aus Rücksicht auf seine Familie und da er mit Otto Dibelius’ kirchenpolitischem Kurs nicht einverstanden war, kehrte er aber nicht nach Berlin zurück. Bei seinem in Lunjowo gewonnenen Freund Friedrich-Wilhelm Krummacher, mit dem er den kirchlichen Arbeitskreis des NKFD geleitet hatte, fand er für diese Entscheidung kein Verständnis. Ihre Freundschaft überstand jedoch diesen Dissens. Am 7. Februar 1946 machte Schröder seine letzte Radiosendung, nun aus Ostberlin. Er sprach über Stalingrad. Im März 1946 sah er nach Jahren der Trennung seine Familie wieder. Ab Juni 1946 wirkte er als Pfarrer in Neumünster. Im Oktober 1955 wurde er der erste hauptamtliche Sozialpastor in Kiel. Seit November 1957 war er Landespastor der Inneren Mission in Rendsburg und Beauftragter für das Hilfswerk der Evangelisch-Lutherischen Landeskirche Schleswig-Holstein. Am 1. April 1960 ernannte man ihn zum Landeskirchenrat im Nebenamt. Schröder wurde am 1. Januar 1975 emeritiert.

## Einordnung
Pastor Johannes Schröder kann neben sehr wenigen anderen Pastoren in Schleswig-Holstein wie Friedrich Slotty, Ernst Georg Andersen oder Theodor Pinn zum Widerstand gegen das NS-Regime gezählt werden. Innerhalb des Bruderkampfes der evangelischen Kirche engagierte er sich aktiv für die Bekennende Kirche und trat für einen versöhnlichen kirchenpolitischen Kurs ein. Sein oberstes Ziel war die Wahrung der Einheit der Landeskirche Schleswig-Holsteins. Zwar trat er auf Aufforderung des Landeskirchenamtes für eine kurze Zeit der SA bei, wurde dort aber schnell aufgrund von Dienstversäumnissen wieder entlassen. Die Predigten, die Schröder während seiner Kriegsgefangenschaft für das NKFD hielt, sind von Aufrufen zum Widerstand gegen das NS-Regime geprägt in einer Qualität, die für die damalige schleswig-holsteinische Pastorenschaft einmalig ist.

## Verfilmung
Das Schicksal der sogenannten Sippenhäftlinge kurz vor Kriegsende wurde 2014/2015 in einer zweiteiligen Drama-Dokumentation Wir, Geiseln der SS verfilmt. Hier wird auch die Sippenhaft von Ingeborg Schröder (gespielt von Isabelle Barth) und ihrer Kinder Hans-Dietrich (Philipp Franck), Harring (Camillo Schlagintweit) und Sibylle-Maria (Anastasia C. Zander) thematisiert. Johannes Schröders Kinder Hans-Dietrich und Sibylle-Maria Schröder berichten als Zeitzeugen in der Dokumentation von den damaligen Erlebnissen, den Ängsten und der Befreiung.

## Werke
- Waches Gewissen – Aufruf zum Widerstand. Reden und Predigten eines Wehrmachtpfarrers aus sowjetischer Gefangenschaft 1943–1945. Herausgegeben von Christiane Godt, Peter Godt, Hartmut Lehmann, Silke Lehmann und Jens-Holger Schjørring, Göttingen: Wallstein Verlag 2021.